# Taxan
Taxan est une filiale de Kaga Create. Fondée en 1981, la division américaine Taxan USA Co. était un éditeur de jeu vidéo,.

## Jeux
| Titre                  | Année | Plate(s)-forme(s) |
| ---------------------- | ----- | ----------------- |
| Star Soldier           | 1989  | NES               |
| Fist of the North Star | 1989  | NES               |
| Mappy-Land             | 1989  | NES               |
| Mystery Quest          | 1989  | NES               |
| 8 Eyes                 | 1990  | NES               |
| Burai Fighter          | 1990  | NES               |
| Low G Man              | 1990  | NES               |
| Serpent                | 1990  | Game Boy          |
| Burai Fighter Deluxe   | 1991  | Game Boy          |
| G.I. Joe               | 1991  | NES               |
| Magician               | 1991  | NES               |
| Putt Master            | NC    | NES               |